# Trimorfa Protennoia
La Trimorfa Protennoia o Pensament Trimorf és un text gnòstic de la secta dels setians, el primer llibre del Còdex XIII dels Manuscrits de Nag Hammadi (NHC XIII, 35-50), escrit en llengua copta. Només es coneix aquesta versió.

## Contingut
Va ser escrit en el mateix període que l'Evangeli apòcrif de Joan i d'un estil literari semblant a l'Evangeli de Joan, sobretot en el pròleg. El títol es podria traduir com "El primer pensament que es troba en tres formes" (o també "les tres formes de pensament"). El text sembla que s'ha reescrit per incorporar-hi creences setianes, i el tractat hauria estat originàriament d'una altra secta gnòstica. El llibre consisteix en una explicació de la naturalesa de la Cosmologia i la Creació i dona una visió docètica de Jesús, no gaire corrent. És a dir, el text està escrit com si l'autor fos Déu (el primer pensament de tres). Com la majoria de llibres gnòstics, el contingut és extremadament místic, i n'augmenta la sensació el fet d'estar escrit en primera persona. El llibre sembla bastant difícil d'entendre, però aquesta n'era la intenció, ja que no tots els textos poden ser llegits pels no iniciats. Sembla estar escrit per a persones amb un elevat coneixement gnòstic. Diu:
| « | "Ara vet aquí que revelo els meus misteris als qui sou els meus germans, i els coneixereu tots" | » |

És important l'ús del número tres al text. Per una banda el títol, i l'estructura de l'obra en tres parts. A més, el tres s'utilitza amb freqüència: hi ha tres descensos del protagonista i la identitat del protagonista té tres formes. El número tres es repeteix moltes vegades dins del llibre.